# Бандрейдж, Корнелиус
Корнелиус Бандрейдж (род. 25 апреля 1973 года) — американский боксёр — профессионал, выступающий в супер-полусредней весовой категории (до 69,9 кг). Чемпион мира (IBF 2010—2013, 2014—2015).

## Профессиональная карьера
Бандрейдж дебютировал на профессиональном ринге в сентябре 1995 года. В феврале 2005 года завоевал интерконтинентальный титул UBA.
6 мая 2005 года вышел на ринг с непобеждённым американцем, Сеушелом Пауэллом (15-0), и проиграл ему нокаутом в первом раунде.
В начале 2006 года выиграл 2 поединка по очкам, Майкла Кларка (35-3) и Уолтера Райта (11-1), и затем проиграл по очкам Стиву Форбсу (31-3).
В июле 2007 года проиграл нокаутом колумбийцу Джолу Хулио (31-1).
В марте 2008 года победил по очкам боксёра из Колумбии, бывшего чемпиона, Касимма Оума (25-4-1). Следующий поединок проиграл раздельным решением судей в элиминаторе IBO, Греди Бреверу, а затем отправился в Германию, и нокаутировал там непобеждённого российского боксёра, Заурбека Байсангурова (19-0).
В 2009 году вышел с ещё одним непобеждённым боксёром, израильтянином, Юрием Форманом в элиминаторе IBF. В результате случайного столкновения головами в третьем раунде, и невозможностью продолжения поединка Форманом, поединок был признан несостоявшимся.
Несмотря на официальный исход поединка, Корнелиус вышел на бой с чемпионом IBF, Кори Спинксом (37-5). Бандрейдж победил нокаутом, и стал новым чемпионом.
В 2011 году защитил титул против Сейшена Пауэлла (26-2), а в 2012 снова встретился с Кори Спинксом, и снова нокаутировал его, на этот раз в 7-м раунде.
В 2013 году проиграл титул по очкам американцу, Ише Смиту. 11 октября 2014 года Корнелиус Бандрейдж победил Карлоса Молину и вновь завоевал титул чемпиона мира по версии IBF.

## Результаты боёв
В таблице перечислены результаты всех поединков боксёров.
В каждой строке указан результат поединка. Дополнительно номер поединка обозначен цветом, который обозначает итог поединка. Расшифровка обозначений и цветов представлена в нижеследующей таблице.
| Пример | Расшифровка                     |
| ------ | ------------------------------- |
|        | Победа                          |
|        | Ничья                           |
|        | Поражение                       |
|        | Планируемый поединок            |
|        | Поединок признан несостоявшимся |
| КО     | Нокаут                          |
| ТКО    | Технический нокаут              |
| PTS    | Решение судей (по очкам)        |
| UD     | Единогласное решение судей      |
| MD     | Решение большинства судей       |
| SD     | Раздельное решение судей        |
| RTD    | Отказ от продолжения боя        |
| DQ     | Дисквалификация                 |
| NC     | Поединок признан несостоявшимся |

| Результат | Дата             | Соперник                   | Место боя                                             | Итог            | Дополнительно                                                     |
| --------- | ---------------- | -------------------------- | ----------------------------------------------------- | --------------- | ----------------------------------------------------------------- |
| 44 (37-6) | 7 ноября 2020    | Антуан Елерсон (4-25-3)    | Бонита-Спрингс, США                                   | TKO4 (6), 2:59  |                                                                   |
| 43 (36-6) | 25 июня 2017     | Хуан Карлос Рохас (8-20-2) | Дирборн (Мичиган), США                                | UD (6)          |                                                                   |
| 42 (35-6) | 7 января 2017    | Серхио Гомес (20-20)       | Дирборн (Мичиган), США                                | KO2 (6), 2:06   |                                                                   |
| 41 (34-6) | 12 сентября 2015 | Джермалл Чарло (21-0)      | MGM Grand, Grand Garden Arena, Лас-Вегас, Невада, США | KO3 (12)        | Проиграл титул чемпиона мира по версии IBF в первом среднем весе. |
| 40 (34-5) | 11 октября 2014  | Карлос Молина (22-5-2)     | Канкун, Мексика                                       | UD (12)         | Завоевал титул чемпиона мира по версии IBF.                       |
| 39 (33-5) | 24 января 2014   | Джои Эрнандес (23-1-1)     | Индио, США                                            | UD (12)         |                                                                   |
| 38 (32-5) | 23 февраля 2013  | Ише Смит (24-5)            | Детройт, США                                          | SD (12)         | Проиграл титул чемпиона мира по версии IBF.                       |
| 37 (32-4) | 30 июня 2012     | Кори Спинкс (39-6)         | Индио (Калифорния), США                               | TKO7 (12), 2:32 | Защитил титул чемпиона мира по версии IBF.                        |
| 36 (31-4) | 25 июня 2011     | Сейше Пауэлл (26-2)        | Индио (Калифорния), США                               | UD (12)         | Защитил титул чемпиона мира по версии IBF.                        |
| 35 (30-4) | 7 августа 2010   | Кори Спинкс (37-5)         | Сент-Луис, США                                        | TKO5 (12), 1:28 | Выиграл титул чемпиона мира по версии IBF.                        |
| 34 (29-4) | 29 июня 2009     | Юрий Форман (27-0)         | Атлантик-Сити, США                                    | ND3 (12)        | Бой признан несостоявшимся.                                       |
| 33 (29-4) | 13 декабря 2008  | Заурбек Байсангуров (19-0) | Мюнхен, Германия                                      | TKO5 (12), 2:35 |                                                                   |
| 32 (28-4) | 13 ноября 2008   | Греди Бревер (23-11)       | Провиденс, США                                        | SD (12)         |                                                                   |
| 31 (28-3) | 28 марта 2008    | Кассим Оума (25-4-1)       | Атлантик-Сити, США                                    | UD (12)         |                                                                   |